# مانا نیستانی
مانا نیستانی (زاده ۸ خرداد ۱۳۵۲ در تهران) کاریکاتوریست ایرانی است. کاریکاتور جنجالی او در روزنامهٔ ایران موجب واکنش‌هایی شد. وی درخلال اعتراضات معترضان به نتایج انتخابات ۱۳۸۸ اقدام به ترسیم کاریکاتورهایی ضد سران حکومت ایران نمود. مانا نیستانی پس از خروج از ایران برای مدتی در مالزی مقیم و مشغول به تحصیل بود. او هم‌اکنون ساکن پاریس است. او در دسامبر ۲۰۱۱ از بابت کاریکاتوری در سایت رادیو زمانه مورد تقدیر «جایزهٔ کاریکاتور سیاسی سازمان ملل» قرار گرفت.

## زندگی
مانا نیستانی، کاریکاتوریست ایرانی فرزند منوچهر نیستانی و برادر توکا نیستانی است. وی در سال ۱۳۷۷ از دانشگاه تهران در رشتهٔ معماری فارغ‌التحصیل شده است.

## کاریکاتور

### جنجال
در پی چاپ یکی از تصویرسازی‌هایش در روزنامه ایران که سوسکی را که به زبان ترکی آذربایجانی کلمه‌ای گفته نشان می‌داد، باعث توقیف روزنامه ایران و دستگیری او و مهرداد قاسم‌فر، سردبیر روزنامهٔ ایران جمعه شد.
مانا نیستانی بعدها و در تاریخ ۲۸ خرداد ۱۳۸۹ گفت: «اطمینان می‌دهم که هیچ‌گاه قصد ضربه زدن و ناراحت کردن هیچ گروهی را نداشته‌ام.»

### جوایز
- مقام چهارم - اولین دورهٔ مسابقات آسمان آبی تهران
- مقام دوم - دومین دورهٔ مسابقات آسمان آبی تهران
- مقام دوم - مسابقه کاریکاتور وزارت مسکن با عنوان خانه
- مقام دوم - مسابقهٔ نشریهٔ گل آقا با عنوان بمب اتمی
- مقام اول بخش طنز تصویری (کاریکاتور) - ششمین دورهٔ جشنوارهٔ مطبوعات
- مقام اول بخش طنز تصویری (کاریکاتور) - هفتمین دورهٔ جشنوارهٔ مطبوعات
- نشان بین‌المللی شجاعت در کاریکاتور مطبوعاتیِ سال ۲۰۱۰ از سوی «شبکهٔ بین‌المللی مدافع حقوق کاریکاتوریست‌ها»[۴]